# Kamuysaurus japonicus
Kamuysaurus japonicus es la única especie conocida del género extinto Kamuysaurus 
de dinosaurio ornitopodo hadrosáurido, que vivió a finales del período Cretácico, hace aproximadamente entre 73 a 66 millones de años durante el Maastrichtiense, en lo que es hoy Asia. Sus restos se encontraron en el área de Hobetsu cerca de la ciudad de Mukawa, Hokkaido en Japón.

## Descripción
Kumaysaurus medía cerca de ocho metros de largo. A partir del ancho de su fémur, se calcula que habría pesado entre 4 a 5.3 toneladas, dependiendo de si el animal era bípedo o cuadrúpedo, respectivamente.
Los autores de la descripción indicaron algunos rasgos distintivos. Tres de estos son autapomorfias, o características únicas derivadas. En el hueso cuadrado, la muesca que separa a ese elemento del hueso cuadradoyugal se localiza en una posición muy baja, a tres cuartos de la longitud de la longitud del eje medido desde la parte superior del elemento. Este rasgo es único entre todos los Hadrosauridae conocidos. El hueso surangular en la mandíbula tiene un ramo ascendente corto, que no llega a alcanzar el proceso coronoide. Las vértebras dorsales de la sexta a la decimotercera tienen apófisis neurales que se inclinan hacia el frente.

## Descubrimiento e investigación

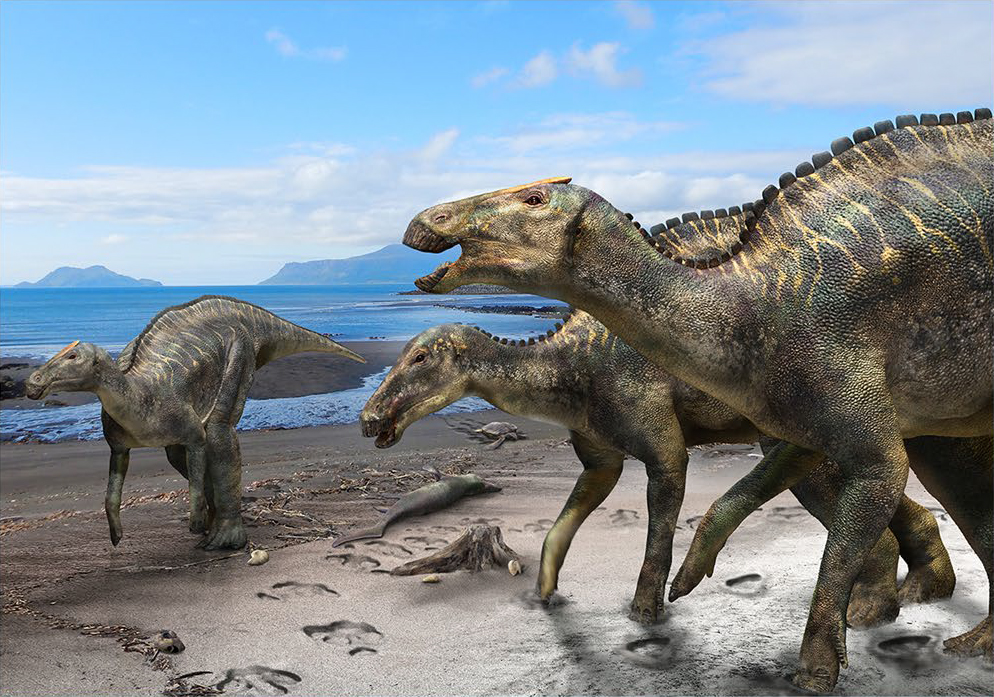
Reconstrucción artística.

En 2003, el paleontólogo aficionado Yoshiyuki Horita descubrió la cola de un euornitópodo en el arroyo Shirafunezawa. Un esqueleto completo fue descubierto en 2013 y 2014 por equipos del Museo Hobetsu y el Museo de la Universidad de Hokkaido. El hallazgo fue apodado Mukawaryu, en japonés "Dragón de Mukawa".
En 2019, la especie tipo Kamuysaurus japonicus fue nombrada y descrita por Yoshitsugu Kobayashi, Tomohiro Nishimura, Ryuji Takasaki, Kentaro Chiba, Anthony Ricardo Fiorillo, Kohei Tanaka, Tsogtbaatar Chinzorig, Tamaki Sato y Kazuhiko Sakurai. El nombre genérico se deriva de kamuy, que significa "deidad" en ainu, el idioma de los habitantes originales de Hokkaido. El nombre específico se refiere a su procedencia de Japón.
El espécimen holotipo, HMG-1219, se ha encontrado en una capa marina de la formación Hakobucho que data de principios de Maastrichtiense, entre 72,4 y 70,6 millones de años. Consiste en un esqueleto casi completo con cráneo, solo falta el hocico, partes de las vértebras sacras y falanges. Con más del 60% de los elementos esqueléticos y el 80% de la masa ósea, es, junto con el esqueleto más pequeño de Fukuivenator, uno de los esqueletos de dinosaurios más completos encontrados en Japón. Los huesos se encontraron en una superficie de 7 por 4  metros y estaban parcialmente articulados, aunque a veces dañados por la erosión. El holotipo representa un individuo adulto de al menos nueve años de edad. Probablemente fue arrastrado al mar como un cadáver.